# 常山站 (日本)
常山站（日语：／ Tsuneyama eki */?）是位於岡山縣玉野市宇藤木，西日本旅客鐵道（JR西日本）宇野線（宇野港線）的車站。車站編號為JR-L12，是由兒島站管理的無人車站，同時也是由茶屋町至宇野之間唯一不設列車交換設施的車站。

## 車站構造
採用簡易車站模式運作，月台及簡易候車室皆建於路堤上，南端設有多個單車停泊場及一個小型的站前廣場。旁邊為常山公園，公園入口旁建有一座洗手間可供候車期間使用。

### 月台配置
只設有側式月台一座，為列車不可交換的車站。長度為140米，有效車輛長度為7輛。月台出入口設於向茶屋町方向的末端，連接旁邊的馬路。出入口則裝設了一對專門對應出、入閘的IC卡感應器。至於月台中央部份則設有一座以鋼板及鐵片封頂的有蓋候車室一座，候車室內放置了一部可購買近距離車票和為IC卡增值的售票機，亦設有遠端通話裝置，可與管理站（兒島站）聯絡。
列車到站時，往宇野方向為右側乘降；往茶屋町方向為左側上落。
2016年，為配合第3屆瀨戶內國際藝術祭，宇野線由本站至宇野站的沿線車站由意大利畫家埃絲特·史托克加以美化，其中本站候車室以白底配上黑色的帶釣鈎垂直線，襯托附近月台表面以白色帶鈎平行線作為設計。
| 路線     | 上下行 | 方向             |
| -------- | ------ | ---------------- |
| 宇野港線 | 上行   | 茶屋町、岡山方向 |
| 宇野港線 | 下行   | 宇野方向         |

## 歷史
- 1939年1月1日：宇野線由加（即現時迫川站）至八濱之間新設此站[2]。
- 1940年11月1日：車站暫停服務。
- 1950年1月15日：車站重開[3]。
- 1960年10月1日：宇野線電氣化完成。開設採用電聯車。
- 1961年9月1日：宇野線單線自動化。
- 1970年：

- 4月5日：宇野線CTC化完成。
- 4月30日：宇野線結束手提行李運搬電車（茶屋町站至宇野站之間中途站的行李起卸業務廢止）。

- 1987年：

- 3月23日：開設行走於岡山站至宇野站之間的快速「備讚Liner」，班次使用213系電動列車行走。
- 4月1日：國鐵分割民營化，車站由西日本旅客鐵道（JR西日本）營運。日本貨物鐵道（JR貨物）在宇野線全線成為第二種鐵道事業者。站前廣場開始使用。

- 1988年4月10日：隨瀨戶大橋開通，快速「備讚Liner」被取消。
- 2019年3月16日：茶屋町站至宇野站之間可使用「ICOCA」等全國互相使用服務的IC卡乘車。同日，全線成為「ICOCA」的使用範圍。站內設置了1部簡易型IC卡專用閘機，也設有設有增值功能的自動售票機。

## 使用狀況
| 乘車人次變化 | 乘車人次變化 |
| 年度         | 1日平均人次  |
| ------------ | ------------ |
| 1999         | 408          |
| 2000         | 403          |
| 2001         | 410          |
| 2002         | 398          |
| 2003         | 403          |
| 2004         | 367          |
| 2005         | 379          |
| 2006         | 356          |
| 2007         | 353          |
| 2008         | 363          |
| 2009         | 357          |
| 2010         | 373          |
| 2011         | 367          |
| 2012         | 376          |
| 2013         | 410          |
| 2014         | 416          |
| 2015         | 444          |
| 2016         | 464          |
| 2017         | 463          |
| 2018         | 452          |
| 2019         | 435          |
| 2020         | 350          |

## 相鄰車站
西日本旅客鐵道
 宇野港線（宇野線）
迫川（JR-L11）－常山（JR-L12）－八濱（JR-L13）

## 外部連結
- 常山｜車站資訊：JR出門網 - 西日本旅客鐵道（日語）
- 玉野市社區巴士「海巴士」 （页面存档备份，存于）（日語）